# 盖森海恩
盖森海恩是德国图林根州的一个市镇。总面积4.60平方公里，总人口192人，其中男性94人，女性98人（2011年12月31日），人口密度42人/平方公里。